# Roze koek

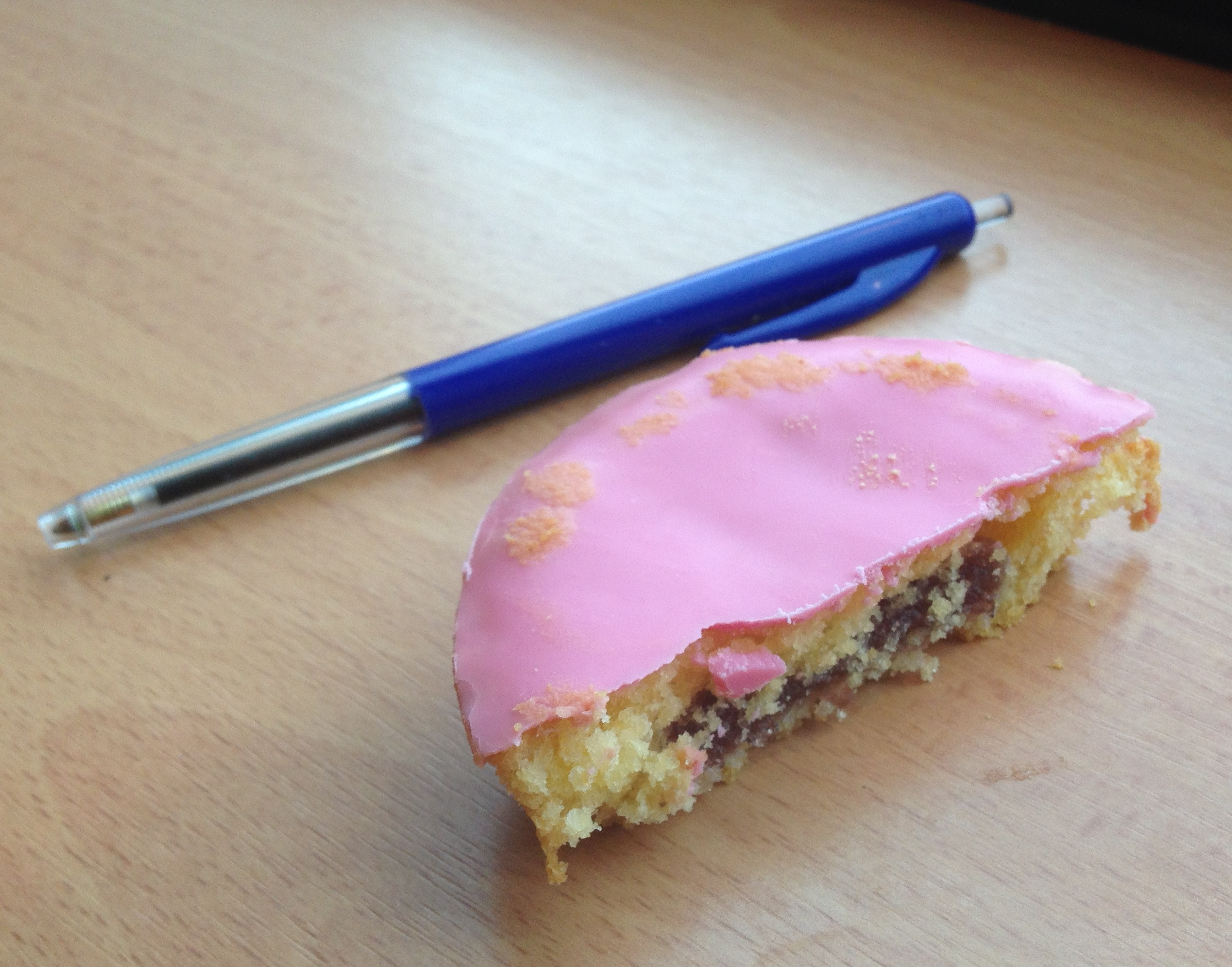
Variant met jamvulling

Roze koek, glacékoek of fondantcake is een in Nederland veel gegeten koek bestaande uit een plat cakeje met een roze laagje fondant.

## Varianten
Deze koeken zijn er in diverse varianten. De meest voorkomende roze koek is een ronde plak cake overgoten met roze fondant. Er zijn ook varianten met jamvulling. De laag fondant of glazuur is niet altijd roze. Zo bestaat er ook een chocokleurige glacékoek en ligt rond belangrijke voetbalkampioenschappen en Koningsdag de oranje glacékoek in de schappen en rond Pasen de gele koek. In een enkele supermarkt werden blauwe glacékoeken verkocht. In de snackbar werden de koeken, horizontaal doorgesneden, met slagroom ertussen en erop verkocht.

## Roze kleurstof
Afhankelijk van de fabrikant kan in de roze fondant cochenille (E120) worden gebruikt, een rode kleurstof die wordt gemaakt van de cochenilleluis, een luizensoort uit Midden- en Zuid Amerika die op Tuna-cactussen leeft. Er zijn ook fabrikanten die voor deze kleur een concentraat van vruchten of van rodebietensap gebruiken of gebruikten al dan niet in combinatie met E122, een synthetische azokleurstof.

## Trivia
Roze koek komt onder andere voor in het kinderprogramma Roos en haar Mannen van Villa Achterwerk. Het personage Roos van der Zande is verslaafd aan roze koeken. Ze heeft er een hele voorraadkast vol van.